# عثمان هانغ
عثمان هانغ (بالصينية: 洪智傑) هو كاتب أغاني ومغني وممثل صيني، ولد في 20 مارس 1979 في هونغ كونغ في الصين.

## وصلات خارجية
- عثمان هانغ على موقع IMDb (الإنجليزية)
- عثمان هانغ على موقع قاعدة بيانات الفيلم (الإنجليزية)